# Bardylis
Bardylis is een geslacht van vliesvleugeligen uit de familie Aphelinidae. De wetenschappelijke naam van dit geslacht is voor het eerst geldig gepubliceerd in 1907 door Howard.

## Soorten
Het geslacht Bardylis omvat de volgende soorten:
- Bardylis australicus Girault, 1917
- Bardylis australiensis Howard, 1907
- Bardylis copernici (Girault, 1936)
- Bardylis magnus Girault, 1928
- Bardylis mea (Girault, 1934)
- Bardylis metallicus (Girault, 1932)
- Bardylis multiguttatus (Girault, 1915)
- Bardylis shillingsworthi (Girault, 1920)
- Bardylis silvensis Girault, 1928